# Falschkiel
Falschkiel stammt aus dem Bereich des Schiffbaus und bezeichnete ursprünglich einen zusätzlichen Kiel, der unterhalb des wahren Kiels von hölzernen Schiffen angebracht war. Noch 1874 wird der Begriff im Zusammenhang mit eisernen Schiffen gebraucht, danach kann die Verwendung im seemännischen Bereich jedoch nicht mehr nachgewiesen werden. Bei modernen Schiffen wird die Funktion des Bauteils durch Schiffsstabilisatoren übernommen.

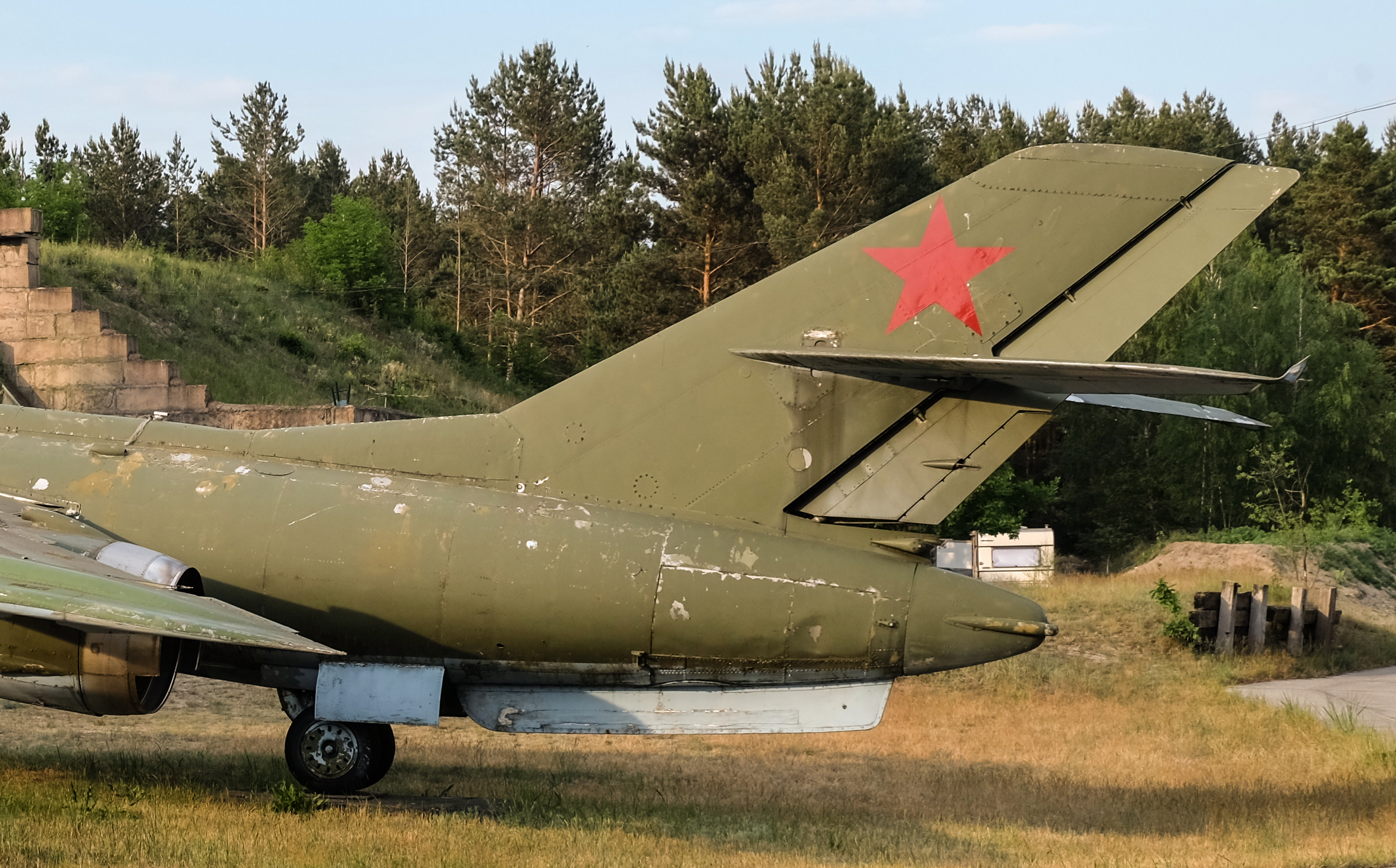
Falschkiel unter dem Heck am sowjetischen Aufklärer Jak-28R

Der Begriff fand bereits im 18. Jahrhundert Eingang in die russische Sprache und wird z. B. in einem Buch zur historischen russischen Grammatik von 1866 erwähnt.
In neuerer Zeit wird Falschkiel in russischen Veröffentlichungen als Bezeichnung für die Vergrößerung der Seitenruderfläche durch eine Ausrundung der Flossenwurzel oder für zusätzliche Stabilisierungsflossen unter dem Rumpf von Flugzeugen verwendet. Daran angelehnt taucht der Begriff auch im deutschsprachigen Raum im Zusammenhang mit russischen Flugzeugen auf. Der Falschkiel dient hier nicht nur der Verbesserung der Richtungsstabilität bei hohen Geschwindigkeiten, sondern vor allem zur Verbesserung des Strömungsverhaltens um das Seitenleitwerk bei hohen Anstellwinkeln. Bei Unterschallflugzeugen wie der Zlín Z-42, Il-12 oder Tu-14 befindet sich der Falschkiel vor dem Seitenleitwerk, bei den schnelleren Militärmaschinen MiG-17, MiG-21, Jak-28, MiG Je-8, Xian JH-7 oder Chengdu J-20 sind die Stabilisierungsflossen am Rumpfheck angebracht. Da Falschkiele die Gefahr eines Tailstrike vergrößern, wurde an der MiG-17 zusätzlich ein Tailbumper angebracht.